# トキワ松学園小学校
トキワ松学園小学校（トキワまつがくえんしょうがっこう）は、東京都目黒区碑文谷に所在する私立小学校。

## 概要
学校法人トキワ松学園が運営する私立小学校。「健康」「感謝」「親切」「努力」を教育目標に掲げ、少人数クラス編成（23人）やモジュール制、スキー教室やアフタースクール等を取り入れている。中学への進路については、男子は外部の中学校へ、女子は併設中学校への内部進学又は外部の中学校に進学するかを選ぶことができる。同校は、トキワ松学園中学校・高等学校が併設されている。

## 校名由来
1916年（大正5年）に、三角錫子が渋谷の常磐松御料地に隣接する場所に女学校を設立したことが由来。その後、カナ文字論者でもあり初代小学校校長の丸山丈作によって「トキワ松学園」に改められた。

## 沿革
- 1916年（大正5年） - 三角錫子、常磐松女学校を設立[1]。初代校長は三角錫子。
- 1951年（昭和26年） - トキワ松学園小学校設立
- 1960年（昭和35年） - 第1回バザー開催
- 2000年（平成12年） - 新校舎目黒キャンパス完成
- 2008年（平成20年） - 新体育館・プール完成
- 2014年（平成26年） - アフタースクール開校

## 行事
- 4月 - 入学式・対面式
- 5月 - 海の教室（3年）・春の遠足（1・2年）
- 6月 - 山の教室（4・5年）・自然体験教室（6年）
- 7月 - 学園会バザー
- 8月 - 学校宿泊（2年）
- 10月 - 親子運動会・全校遠足
- 11月 - 秋の親子読書週間
- 12月 - おもちつき・お楽しみ会（1・2年）
- 1月 - スキー教室（3〜5年）・私立児童作品展『ほら、できたよ』[2]
- 2月 - 音楽発表会・学習発表会

·修学旅行（6年）
- 3月 - 卒業式

## モジュール制
同校では、モジュール制の時間割を取り入れている。一般的な45分授業ではなく、15分を一つの単位（モジュール）として学年や教科に合わせて時間割が作られている。

## 小学校同窓会
同校の小学校同窓会として、「さつき会」が存在する。第1卒業生から現在まで、2,500名以上の会員を持つ。蔵王スキークラブや社会人同窓会などを行っている。

## 交通
- 東急東横線 都立大学駅（トキワ松学園前） 徒歩8分／学芸大学駅 徒歩12分
- 東急バス碑文谷警察署前 徒歩1分／東急バス平町または日丘橋 徒歩3分